# Victoria kommun, Colombia
Victoria är en kommun i Colombia.   Den ligger i departementet Caldas, i den centrala delen av landet, 120 km nordväst om huvudstaden Bogotá. Antalet invånare är 9 165. Arean är 507 kvadratkilometer.
Terrängen i Victoria är varierad.